# Воображляндия, эпизод II
«Воображляндия, эпизод II» (англ. Imaginationland Episode II) — 11 эпизод 11 сезона (№ 164) сериала «Южный парк», премьера которого состоялась 24 октября 2007 года. Серия является продолжением «Воображеньелэнда» и второй частью трилогии «Кайл сосёт яйца Картмана» (англ. Kyle Sucks Cartman's Balls).

## Сюжет
Баттерсу снится, что он у себя дома в кровати, однако вскоре его будят, и он обнаруживает себя в Воображляндии — он упал в обморок, когда злые воображаемые существа начали проникать через разрушенный Барьер. Существа (такие, как убийцы из фильмов ужасов Фредди Крюгер и Джейсон Вурхиз, имперские штурмовики из Звёздных войн, сайлоны из Battlestar Galactica и всевозможные прочие монстры) атакуют освободивших их террористов, а затем нападают на добрых воображаемых персонажей. Мэра смертельно ранит Чужой. Перед смертью Мэр говорит всем бежать в Мармеладный лес и укрыться в Замке «Солнечный луч». Баттерс вместе со Снорфом и Королём леденцов убегает в лес, а монстры продолжают покорять и разрушать Воображляндию.
Тем временем Кайла и Стэна допрашивают сотрудники Пентагона, пытаясь выяснить, каким образом им удалось попасть в Воображляндию. Но друзья не знают, как мэр сумел их туда отвезти, и не могут ничем помочь. Один из сотрудников во время допроса проговаривается, что у правительства США есть портал в Воображляндию, построенный в ходе холодной войны, но его так и не удалось открыть. После этого генерал вынужден показать детям портал. Пытаясь понять, как его открыть, Стэн и Кайл вспоминают, что по пути в Воображляндию мэр пел длинную «Песню воображения». Военные просят воспроизвести её, и ребята начинают долго пытаться повторить все изменения тональности и интонации при пении единственного слова «воображение» (ведь песня, по словам Стэна, была «реально длинная и тупая»). Через некоторое время портал проявляет активность и наконец открывается. Военные готовятся пройти через портал и атаковать террористов (они не знают, что террористов уже уничтожили злые воображаемые существа).
Воображляндия захвачена злобными существами, самыми чудовищными из которых оказываются лесные зверушки-дьяволопоклонники, которых придумал Картман в серии «Рождество у лесных тварей». Пока Баттерс и добрые вымышленные существа идут через Галлюциногенный лес, Картман приезжает в Вашингтон, звонит в Пентагон и узнаёт, где находится Кайл, после чего врывается в зал с порталом и показывает генералам договор. Генералы вынуждены отправить Кайла с Картманом в пустой конференц-зал, чтобы Кайл выполнил условие договора и пососал Картману яйца. Кайл торопится, чтобы скорее вернуться в зал с порталом, но Картман злорадствует, растягивая предвкушение, и начинает долгие приготовления к вожделенному моменту. В конце концов звучит сигнал тревоги, и Кайл с Картманом вынуждены вернуться в зал с порталом.
Правительство США отправляет в портал несколько солдат во главе с Куртом Расселлом (генерал объясняет это тем, что тот снимался в «одном фильме, в котором было что-то похожее»). Солдаты успешно проходят через портал и сообщают по рации, что наткнулись на «говорящих рождественских лесных зверушек». Стэн догадывается, о ком идёт речь, и старается предупредить солдат, но тех тут же начинают насиловать.
Вскоре в Пентагон через портал врывается Челмедведосвин и начинает убивать рабочих, а потом хватает Кайла. Выживший рабочий перенастраивает портал так, что он засасывает Челмедведосвина обратно в Воображеньелэнд, но вместе с ним туда улетает и Стэн. При этом Челмедведосвин швыряет Кайла, тот получает серьёзные ранения и теряет сознание. Врач объявляет, что Кайл погиб. Картман, в ужасе от того, что Кайл так и не выполнил условие договора, кричит на него и пробует выполнить массаж сердца даже после того, как врачи не смогли его оживить с помощью дефибриллятора. Картман чуть не плачет, но тут Кайл приходит в себя, и его уносят в больничную палату.
В Воображеньелэнде Баттерс добирается до Замка «Солнечный луч». Стражники относятся к нему с подозрением, из-за того что он из реального мира. Когда Баттерс упоминает, что участвовал в поимке лепрекона, его берут под стражу и ведут к Консулату девяти, состоящему из самых мудрых вымышленных персонажей. В консулат входят Аслан из Хроник Нарнии, Попай, Гэндальф, Чудо-Женщина, Иисус, Люк Скайуокер из Звёздных войн, Морфеус из Матрицы, Зевс и Глинда из Волшебника Страны Оз. Судя по всему, консулат получил от злых существ предложение оставить замок в обмен на жизнь и обсуждает это предложение; после появления Баттерса консулат решает, что мэр привез его в Воображеньелэнд, чтобы Баттерс помог им справиться с террористами, и объявляют, что именно он должен быть их героем. Баттерс вынужден согласиться.
Тем временем правительство США решает, что единственный способ остановить террористов — запустить в портал ракету с ядерной боеголовкой; они не знают, что внутри до сих пор находятся Стэн и Баттерс. В конце серии Кайл лежит на больничной постели; он просыпается, а рядом стоит улыбающийся Картман с договором в руках.
Продолжением этого эпизода стала серия «Воображляндия, эпизод III».

## Реакция
Эпизод посмотрело более 3,6 миллионов зрителей, благодаря чему он стал самой смотримой программой на всём телевидении в среду среди мужчин от 18 до 24 лет. Эпизод стал частью общего бурного успеха трилогии: в сумме она получила колоссальный рейтинг 7,5 для мужчин 18-24 лет (впервые со времён второго сезона). Вместе с остальными эпизодами трилогии он был выпущен на специальном DVD в марте 2008 года как единый фильм Imaginationland: The Movie в режиссёрской версии с бонусными материалами и комментариями.
Посвящённый телевидению блог TV Squad дал на эпизод весьма положительную рецензию, отметив «маленькие нюансы» вроде шутки про название проекта, то, что получила развитие «Песня воображения» из первой части и в целом заключив, что эпизод отличный. На 411Mania серии поставили балл 8,5 (очень хорошо), отметив, что «Трей и Мэтт проделали отличную работу, соединив ностальгические моменты и новые отличные идеи». Более сдержанную оценку дал ресурс IGN, поставивший 7,9 балла; в рецензии говорится, что, «несмотря на некоторые смешные моменты и присутствие отличных характеров из прошлого, этот эпизод вызывает ощущение второй части трилогии, в которой должно бы быть две части». Также серия получила высокий рейтинг 9,4 в соответствии с голосованием на сайте TV.com, а его рейтинг на IMDb в настоящий момент составляет 8,4.

## Пародии
- Серия начинается с фрагмента «Previously on…» (рус. Ранее в...) и повтора нескольких ключевых моментов предыдущей серии. Подобная заставка характерна для телесериалов вроде «Скорой помощи», особенно драм, чтобы напомнить зрителям, что произошло в предыдущей серии. Хотя надпись на экране гласит «Ранее в South Park», голос Картмана за кадром отчётливо произносит «Ранее в Battlestar Galactica». (Мэтт Стоун и Трей Паркер упоминали о своей любви к «Battlestar Galactica» во время получения Peabody Award в 2006 году.)
- Серия начинается со сцены полёта над горами, пародируя фильм Питера Джексона «Властелин колец: Две крепости». Пейзаж и музыка повторяют сцену из фильма.
- Эпизод сна Картмана является пародией на сцену сна главной героини, Аки Росс, в фильме «Последняя фантазия: Духи внутри» (оттуда взята фраза «Каждую ночь — один и тот же сон», также звучавшая в фильме «Терминатор 2»). Также в эпизоде пародируется сон Максимуса из фильма «Гладиатор». Музыка, звучащая во время этой сцены, очень напоминает тему из сериала 2004 года по вселенной Battlestar Galactica.
- Мэр Воображеньелэнда говорит Баттерсу трижды стукнуть одним каблуком о другой, чтобы перенестись домой. Это отсылка к «Волшебнику Страны Оз», где с помощью того же метода Дороти и Тото вернулись в Канзас[11].
- Тропа, по которой идут в лесу Баттерс, Король леденцов и Снорф, очень напоминает тропинку из настольной игры Candy Land.
- Эпизод с выковыриванием Джейсоном глаза Земляничной Печеньке отсылает к эпизоду из фильма «Хостел». Идея написать в пустую глазницу является отсылкой к финалу фильма «See No Evil».
- Сцена, когда Стэн и Кайл вспоминают окончание и детали «Песни воображения», очень напоминает эпизод из фильма Стоуна и Паркера «Каннибал! Мюзикл», в котором охотники пытаются вспомнить окончание своей песни.
- Идея портала, а также его внешний вид и даже звучащая в эпизодах с ним фоновая музыка, взята из фильма «Звёздные врата», в котором снимался Курт Расселл[7]. Здесь Расселл появляется среди солдат, которые должны пройти в Воображеньелэнд; когда он спрашивает, почему он здесь, генерал отвечает: «Ты снимался в фильме, где происходило что-то вроде этого», намекая на его роль во «Вратах». Название «Дверь в Воображенье» (англ. ImaginationDoor) также является пародией на «Звёздные врата».
- Сцена попадания Стэна в портал напоминает сцену из конца третьей книги манги «Akira», в которой Канеда подвергается психическому воздействию, вызванному Акирой.
- Замок «Солнечный луч» очень похож на Ривенделл из кинотрилогии «Властелин колец».
- Сцена, в которой Картман оживляет Кайла, является немного укороченной копией со сцены из эпизода сериала «Остаться в живых» «У всех лучших ковбоев были проблемы с родителями», где Джек Шепард возвращает к жизни Чарли Пэйса, несмотря на то, что у того не заметно сердцебиение, и все считают, что он умер. Мимика Картмана и Кайла в момент воскрешения в точности повторяет мимику Джека и Чарли в эпизоде. Из аналогичного эпизода фильма «Бездна» взята звучащая в этой сцене фраза Картмана: «Ты никогда не сдавался на протяжении всей жизни, так что борись!»[11].
- Когда Челмедведосвин выходил из портала, там же появляются демоны из Doom 3 и начинают атаковать учёных. Звуки, которые издаёт Челмедведосвин, очень напоминают звуки, издаваемые некоторыми отрицательными персонажами в оригинальной игре Doom.
- Во время атаки Челмедведосвина сцена с тянущимся к красной кнопке полумёртвым учёным, возможно, отсылает к эпизоду аниме «Эльфийская песнь», в котором диклониус Марико, вышедшая из под контроля, стала убивать учёных, и одна из них, девушка с оторванными ногами, точно так же нажала на кнопку.
- Сцена с Баттерсом, стоящим перед Консулатом девяти, очень напоминает сцену из фильма «Звёздные войны. Эпизод I. Скрытая угроза», когда маленького Анакина Скайуокера представляют совету джедаев.

### Жители Воображляндии
* Звёздочкой помечены персонажи комиксов.
Персонажи, появлявшиеся в предыдущей части трилогии, не упоминаются.
| - Акума из видеоигры Street Fighter - Варио (с V вместо W на шляпе) - Всадник без головы - Генерал Отмин из Хроник Нарнии - Горгона Медуза - Горо из цикла игр Mortal Kombat - Дарт Мол - Джейсон Вурхиз - Джинкс из фильма Адский лагерь - Джокер* - Зелёный Гоблин* - Земляничная печенька (англ. Strawberry Shortcake) - Зилин - Имперские штурмовики из Звёздных войн - Кинг Гидора - Королева-паучиха из эпизода «Пылкая католическая любовь» - Кракен (из фильма Битва титанов) - Кристина - Ксеноморф (Чужой) - Ктулху - Лесные звери - Летучие Обезьяны из Волшебника Страны Оз - Линк из игры The Legend of Zelda - Марио - Медуза Горгона - Микки Маус - Минотавр - Мистер Мэн - Мордред - Морское чудовище из фильма Седьмое путешествие Синдбада-морехода - Мэг Маклбонс из фильма Легенда - Огр из серии игр Tekken - Одри II из мюзикла Маленький магазинчик ужасов | - Орк (из анимационной версии Хоббита) - Орко из анимационного сериала He-Man and the Masters of the Universe - Осквернитель* из комикса Спаун - Персей - Пинхед (англ. Pinhead) из фильма «Восставший из ада» - Робин Гуд - Рок из серий видеоигр Soul - Сайлоны из Battlestar Galactica - Синее Привидение (англ. Blue Spook) из видеоигры Ghosthunter - Слит из мультсериала ThunderCats - Скексис из фильма Тёмный кристалл - Стражи из фильма Матрица - Сагат из видеоигры Street Fighter - T-800 - Таинственный незнакомец из книги Марка Твена - Тварь из чёрной лагуны из одноимённого фильма - Трипод из Войны миров - Трон и Флинн из фильма Трон (как стражи замка) - Тукни (англ. Tooekneee) - Фредди Крюгер - Фриза* - Фу Манчу - Хан Нуньен Син (англ. Khan Noonien Singh) из Звёздного пути (внешний вид основан на фильме «Звёздный путь 2: Гнев Хана») - Хищник - Цербер - Циклопы из фильма «Седьмое путешествие Синдбада-Морехода» - Челмедведосвин - Чудовище Франкенштейна - Командир Кобры (фильм , 2010)(серия игр)G.I. Joe |

#### Консулат девяти
- Аслан из Хроник Нарнии[13]
- Попай[13]
- Гэндальф[6]
- Чудо-Женщина*[6]
- Иисус[13]
- Люк Скайуокер из Звёздных войн[13]
- Морфеус из Матрицы[13]
- Зевс[13]
- Глинда из Волшебника Страны Оз[13]

## Факты
- К эпизоду был выложен тизер[14] с эпизодом начала разговора Картмана и Кайла в конференц-зале.
- Во флешбэках к предыдущему эпизоду слегка изменены слова генерала: он говорит «террористы только что атаковали наше воображение» вместо «террористы успешно атаковали наше воображение».
- В эпизоде не появляются Кенни и Джимми, несмотря на то, что в первом эпизоде трилогии они также побывали в Воображляндии.
- Человек, руководящий действиями Пентагона, судя по всему, находится в чине штаб-сержанта[15], хотя и носит 4 звезды, как генерал. Хотя к нему обращаются «сэр», в случае, если он штаб-сержант, это невозможно — обращение «сэр» принято только к офицерам.
- В этом эпизоде Кайл умирает (или практически умирает). Известно, что Трей Паркер и Мэтт Стоун планировали убить Кайла в конце пятого сезона и полностью заменить на Баттерса, однако в дальнейшем остановились на временном убийстве Кенни[16]. Следует также отметить, что Кайл ранее был на краю жизни и смерти 3 раза — в эпизодах «Тампоны из волос чероки», «Суперлучшие друзья», «Картманлэнд» и во всех трёх случаях его спасал Стэн.
- При первом показе, когда Картман кричал возле тела Кайла «Nooo!», крик звучал не как голос Эрика, а как неизменённый голос озвучивающего его Трея Паркера. В дальнейших показах голос Картмана приобрёл обычное своё звучание. Также в повторных показах серии немного изменён голос Аслана.

### Аллюзии к другим эпизодам

#### Рождество у лесных тварей
В эпизоде восьмого сезона «Рождество у лесных тварей» Картман рассказывает в классе рождественскую историю о группе симпатичных лесных животных, которые на самом деле являются садистами и сатанистами, пытающимися родить своего зачатого от Сатаны спасителя, Антихриста. В этом эпизоде животные из воображения Картмана оказываются обитателями злой половины Воображеньелэнда, причём на редкость злыми даже на фоне своих соседей; они придумывают самые ужасные и извращённые планы, чтобы убивать и пытать добрых существ, и насилуют солдат, прошедших через портал. Знаменитый маньяк Джейсон говорит, что не хотел бы встретить ребёнка, который вообразил таких животных.

#### Челмедведосвин
В эпизоде десятого сезона «Челмедведосвин» бывший вице-президент США и активист Эл Гор показан выдумывающим глупые истории про страшное существо Челмедведосвина, который является «получеловеком, полумедведем и полусвином». В этом эпизоде существо, которое он выдумал, выходит из портала в Воображеньелэнд в реальный мир и убивает нескольких учёных до того, как его затягивает обратно. Во время нападения учёные ведут диалог, который повторяет разговор из того же эпизода, о том, насколько это существо человек, насколько медведь и насколько свин. Следует отметить, что существо выглядит немного не так, как на иллюстрациях Гора из «Челмедведосвина»; видимо, на самом деле Гор воображал его именно таким. Внешний вид Челмедведосвина здесь основан во многом на мутанте-медведе из хоррора 1979 года «Пророчество».

#### Другие
- Картман прыгает сквозь окно так же, как он делал это в эпизоде «Мандомба», и он точно так же ошарашен после прыжка.
- В эпизоде «Приходят соседи» появлялся лев Аслон — пародия на Аслана, появляющегося здесь.
- Иисус, здесь появляющийся как житель Воображляндии, ранее присутствовал во множестве серий сериала как житель реального мира.
- Среди обитателей злой половины Воображляндии — королева-паучиха, которой поклонялись католические священники всего мира в эпизоде «Пылкая католическая любовь».
- Среди злых персонажей можно увидеть демонов, которые под командованием Сатаны готовились напасть на Рай в «Лучшие друзья навсегда». Одного из них можно увидеть на картинке за Челмедведосвином.
- Хищник не впервые появляется в сериале, в эпизоде «Собственный эпизод Баттерса» в сцене, когда Баттерс идёт сквозь страшный лес, на его голове появляется характерный треугольный лазерный прицел Хищника и показывается вид из глаз Хищника в инфракрасном спектре, хотя сам Хищник показан не был.

## Цензура
Эпизод стал вторым во всём сериале (после «Le Petit Tourette»), получивший более жёсткий по сравнению с обычным TV-MA рейтинг TV-MA LV. Причиной можно считать насилие и жестокость как в действии, так и в диалогах эпизода.